# José Sette Câmara Filho

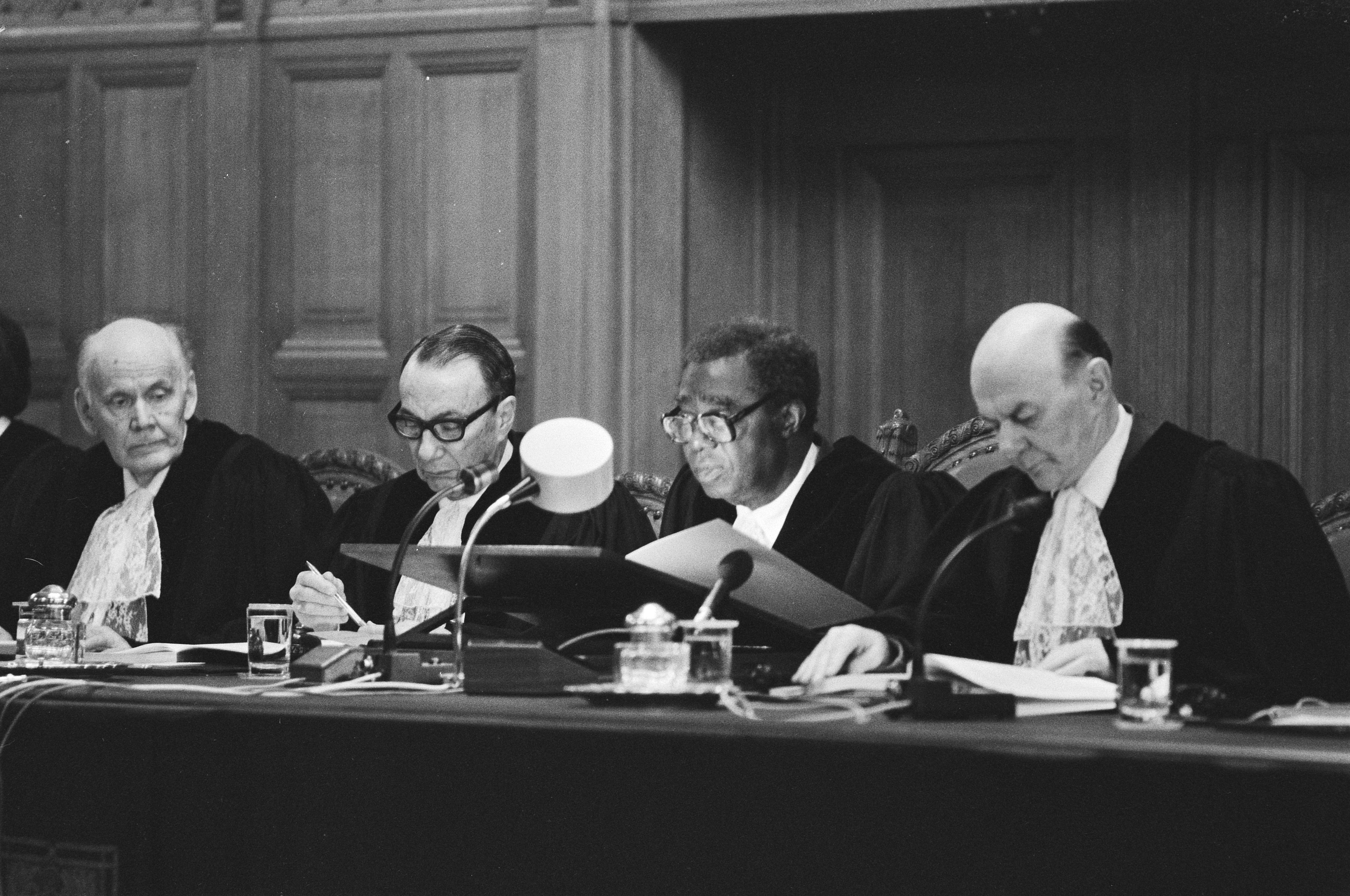
Richter am Internationalen Gerichtshof (1984). V. l. n. r.: Morosow, Sette Camara, Elias (Präsident) und Lachs

José Sette Câmara Filho (* 14. April 1920 in Alfenas; † 30. August 2002 in Rio de Janeiro) war ein brasilianischer Jurist und Diplomat. Er wirkte von 1970 bis 1978 in der Völkerrechtskommission der Vereinten Nationen und von 1979 bis 1988 als Richter am Internationalen Gerichtshof, darunter von 1982 bis 1985 als Vizepräsident des Gerichts.

## Leben
José Sette Câmara wurde 1920 in Alfenas im Bundesstaat Minas Gerais geboren und studierte Rechtswissenschaften an der Universidade Federal de Minas Gerais, an der er einen Bachelor of Laws erlangte. An der McGill University in Montreal erwarb er später außerdem einen Master-Abschluss in Zivilrecht. Im Jahr 1945 trat er in den diplomatischen Dienst seines Heimatlandes ein und wirkte unter anderem, nachdem er von Ende April bis Anfang Dezember 1960 zeitweise Gouverneur des Bundesstaates Guanabara gewesen war, von Ende 1960 bis 1961 als ständiger Vertreter Brasiliens beim Büro der Vereinten Nationen in Genf und 1961 als Botschafter in Kanada. Anfang November des gleichen Jahres übernahm er in Brasilien das Amt des Präfekten des Distrito Federal do Brasil, das er bis Ende August 1962 ausübte. Von 1963 bis 1964 war er Botschafter in der Schweiz, von 1964 bis 1968 ständiger Vertreter Brasiliens bei den Vereinten Nationen (UN) und von 1972 bis 1979 Botschafter in der Tschechoslowakei.
Darüber hinaus leitete er mehrfach die brasilianischen Delegationen bei Sitzungen der UN-Generalversammlung und war 1964 sowie von 1967 bis 1969 Repräsentant seines Heimatlandes im UN-Sicherheitsrat. Im Jahr 1970 wurde er als Nachfolger seines verstorbenen Landsmanns Gilberto Amado zum Mitglied der Völkerrechtskommission der Vereinten Nationen gewählt und 1971 sowie 1977 für jeweils fünf weitere Jahre in diesem Amt bestätigt. Er zog sich 1978 aus der Kommission zurück, da er Ende des Jahres als Richter an den Internationalen Gerichtshof (IGH) in Den Haag gewählt worden war. An diesem war er für eine turnusgemäß neunjährige Amtszeit von Februar 1979 bis Februar 1988 tätig und wirkte von 1982 bis 1985 als Vizepräsident des Gerichts. Später fungierte er noch nach Nominierung durch Libyen in einem Fall als Ad-hoc-Richter am IGH.
José Sette Câmara unterrichtete 1984 als Dozent an der Haager Akademie für Völkerrecht. Er starb 2002 in Rio de Janeiro.

## Auszeichnungen
José Sette Câmara gehörte ab 1977 dem Institut de Droit international an und wurde 1988 zum Ehrenmitglied der Amerikanischen Gesellschaft für internationales Recht ernannt.

## Werke (Auswahl)
- Pollution of International Rivers. Reihe: Collected Courses of the Hague Academy of International Law. Band 186. Den Haag 1985
- Methods of Obligatory Settlement of Disputes. In: Mohammed Bedjaoui: International Law: Achievements and Prospects. Dordrecht und Boston 1991, S. 519–544